# Circuito Gilles Villeneuve
El Circuito Gilles Villeneuve (oficialmente Circuit Gilles-Villeneuve en francés), también llamado Circuito de Montreal, es un circuito urbano de carreras localizado en la Île Notre-Dame, una isla artificial situada en el río San Lorenzo y que es parte del Parque Jean-Drapeau de la ciudad de Montreal, provincia de Quebec, Canadá. El circuito originalmente tenía la denominación Circuit Île Notre-Dame. Su nombre actual debe al piloto canadiense Gilles Villeneuve, nacido en Quebec y vencedor del Gran Premio de Canadá de 1978, luego de fallecer durante las pruebas de calificación del Gran Premio de Bélgica de 1982.
El circuito ha sido utilizado para el Gran Premio de Canadá de Fórmula 1 desde el año 1978 (con dos ausencias en 1987 y 2009) y la Indy Montreal de la CART/Champ Car desde 2002 hasta 2006. La Fórmula Atlantic fue telonera de la carrera de Fórmula 1 en numerosas ocasiones entre 1978 y 2001, y de la CART/Champ Car en sus cinco visitas a Montreal. En 2007, la fecha de la Champ Car y la Fórmula Atlantic en agosto fue sustituida por una conjunta de la Grand-Am Rolex Sports Car Series y la NASCAR Nationwide Series, que se disputó hasta 2012.
En el Gran Premio de Canadá de 1999, el muro derecho de la actual curva 13 del circuito, a la salida de la chicana de entrada a meta, se hizo famoso debido a que tres campeones de Fórmula 1, Damon Hill, Michael Schumacher y Jacques Villeneuve chocaron todos contra él. Desde entonces se le conoce como el Muro de los Campeones. Más tarde también chocaron contra el muro Jenson Button y Sebastian Vettel.
El 10 de junio de 2007 fue uno de los días más críticos de este circuito con el accidente más grave de la historia del trazado, protagonizado por el piloto de BMW Sauber Robert Kubica, quien a más de 300 km/h chocó contra la parte trasera del Toyota de Jarno Trulli y salió disparado hacia la barra de protección y rebotó en ella, haciendo que su automóvil se desintegrara mientras cruzaba al otro lado de la pista, del que afortunadamente salió vivo, sufriendo solo un esguince en un tobillo. No obstante, el hecho más dramático en el circuito fue el día 13 de junio de 1982, cuando murió Riccardo Paletti en un choque en la salida de la carrera de Fórmula 1.
La segunda muerte en el circuito fue la de un comisario el 9 de junio de 2013, tras ser atropellado por una grúa de manera fortuita mientras evacuaba un vehículo accidentado.

## Ganadores

### CART/Champ Car
| Año  | Piloto              | Automóvil          | Equipo             |
| ---- | ------------------- | ------------------ | ------------------ |
| 2002 | Dario Franchitti    | Lola-Honda         | Team Green         |
| 2003 | Michel Jourdain Jr. | Lola-Ford Cosworth | Team Rahal         |
| 2004 | Bruno Junqueira     | Lola-Ford Cosworth | Newman/Haas Racing |
| 2005 | Oriol Servià        | Lola-Ford Cosworth | Newman/Haas Racing |
| 2006 | Sébastien Bourdais  | Lola-Ford Cosworth | Newman/Haas Racing |

### Fórmula Atlantic
| Año  | Piloto                      | Año  | Piloto             |
| ---- | --------------------------- | ---- | ------------------ |
| 1978 | Jeff Wood                   | 1994 | Richie Hearn       |
| 1979 | Howdy Holmes                | 1995 | David Empringham   |
| 1980 | Jacques "Jacquo" Villeneuve | 1996 | Patrick Carpentier |
| 1981 | Kevin Cogan                 | 1997 | Bertrand Godin     |
| 1982 | Tim Coconis                 | 1998 | Lee Bentham        |
| 1983 | Roberto Moreno              | 1999 | Alex Tagliani      |
| 1986 | Scott Goodyear              | 2000 | David Rutledge     |
| 1988 | Scott Harrington            | 2001 | David Rutledge     |
| 1989 | Scott Goodyear              | 2002 | Rocky Moran Jr.    |
| 1990 | Jocko Cunningham            | 2003 | A.J. Allmendinger  |
| 1991 | Jimmy Vasser                | 2004 | Jon Fogarty        |
| 1992 | Chris Smith                 | 2005 | Antoine Bessette   |
| 1993 | Jacques Villeneuve          | 2006 | Graham Rahal       |

### NASCAR y Grand-Am
| Año  | NASCAR Nationwide | NASCAR Nationwide | Grand-Am DP                         | Grand-Am DP     | Grand-Am GT                 | Grand-Am GT        |
| Año  | Piloto            | Marca             | Piloto                              | Automóvil       | Piloto                      | Automóvil          |
| ---- | ----------------- | ----------------- | ----------------------------------- | --------------- | --------------------------- | ------------------ |
| 2007 | Kevin Harvick     | Chevrolet         | Max Angelelli Jan Magnussen         | Riley-Pontiac   | Andy Lally R.J. Valentine   | Porsche 911        |
| 2008 | Ron Fellows       | Chevrolet         | Brian Frisselle Mark Wilkins        | Riley-Ford      | Andrew Davis Robin Liddell  | Pontiac GXP.R      |
| 2009 | Carl Edwards      | Ford              | Brian Frisselle Max Angelelli       | Dallara-Ford    | Andrew Davis Robin Liddell  | Pontiac GXP.R      |
| 2010 | Boris Said        | Ford              | Scott Pruett Guillermo "Memo" Rojas | Riley-BMW       | Paul Edwards Scott Russell  | Chevrolet Corvette |
| 2011 | Marcos Ambrose    | Ford              | Jon Fogarty Alex Gurney             | Riley-Chevrolet | Robin Liddell Ronnie Bremer | Chevrolet Camaro   |
| 2012 | Justin Allgaier   | Chevrolet         | Scott Pruett Guillermo "Memo" Rojas | Riley-BMW       | John Edwards Robin Liddell  | Chevrolet Camaro   |